# Euhadenoecus adelphus
Euhadenoecus adelphus är en insektsart som beskrevs av Theodore Huntington Hubbell 1978. Euhadenoecus adelphus ingår i släktet Euhadenoecus och familjen grottvårtbitare. Inga underarter finns listade i Catalogue of Life.